# Youenn Le Bihan
Pour les articles homonymes, voir Le Bihan.
Youenn Le Bihan est un luthier, talabarder (sonneur de bombarde) et biniaouer breton, musicien dans plusieurs groupes de musique bretonne. Il est l'inventeur du pistoñ, un instrument de sa fabrication, sorte de bombarde basse apparentée au hautbois baroque. Il est également un des rares faiseurs d'anches pour bombardes en Bretagne. Il est membre de groupes bretons reconnus, Gwerz et Skolvan.

## Biographie
Youenn Le Bihan est originaire d'Ergué-Gaberic, près de Quimper. Son grand-père était sculpteur. Il apprend à jouer du biniou koz. Il est entré dans le Bagad Kemper comme sonneur de bombarde et a apporté son biniou kozh, qui était considéré comme sonnant faux car il ne correspondait pas aux gammes tempérées codifiées à l'époque baroque.
Il devient en parallèle luthier, un orfèvre du son breton très demandé. Pour mieux insérer la bombarde en orchestre, il crée en 1983 le « pistoñ », un compromis entre le hautbois baroque et la bombarde bretonne. L'octave diminué répond aux souhaits d'arrangements de son futur groupe Skolvan qui tendent naturellement vers l'unisson et l'instrument deviendra un élément caractéristique du son du groupe. Il participe à la suite celtique de Shaun Davey (création symphonique pour le festival interceltique de Lorient) et à une expérience mêlant le jazz à la musique traditionnelle, dirigée par François Tusque. Il sonne avec Patrick Molard, dans de nombreuses noces et festoù-noz puis au sein du groupe Gwerz, qu'il rejoint en 1981 avec le chanteur Erik Marchand, le guitariste Soïg Sibéril et le violoniste Jacky Molard. Ils obtiennent le Grand Prix de l’Académie Charles-Cros en 1988. Il est sacré deux fois champion de Bretagne en sonneur en couple avec Patrick Molard au biniou. Il se produit également en couple avec les sonneurs de biniou koz André Thomas et Laurent Bigot, avec qui il remporte le concours de la Plume de Paon en 1979.

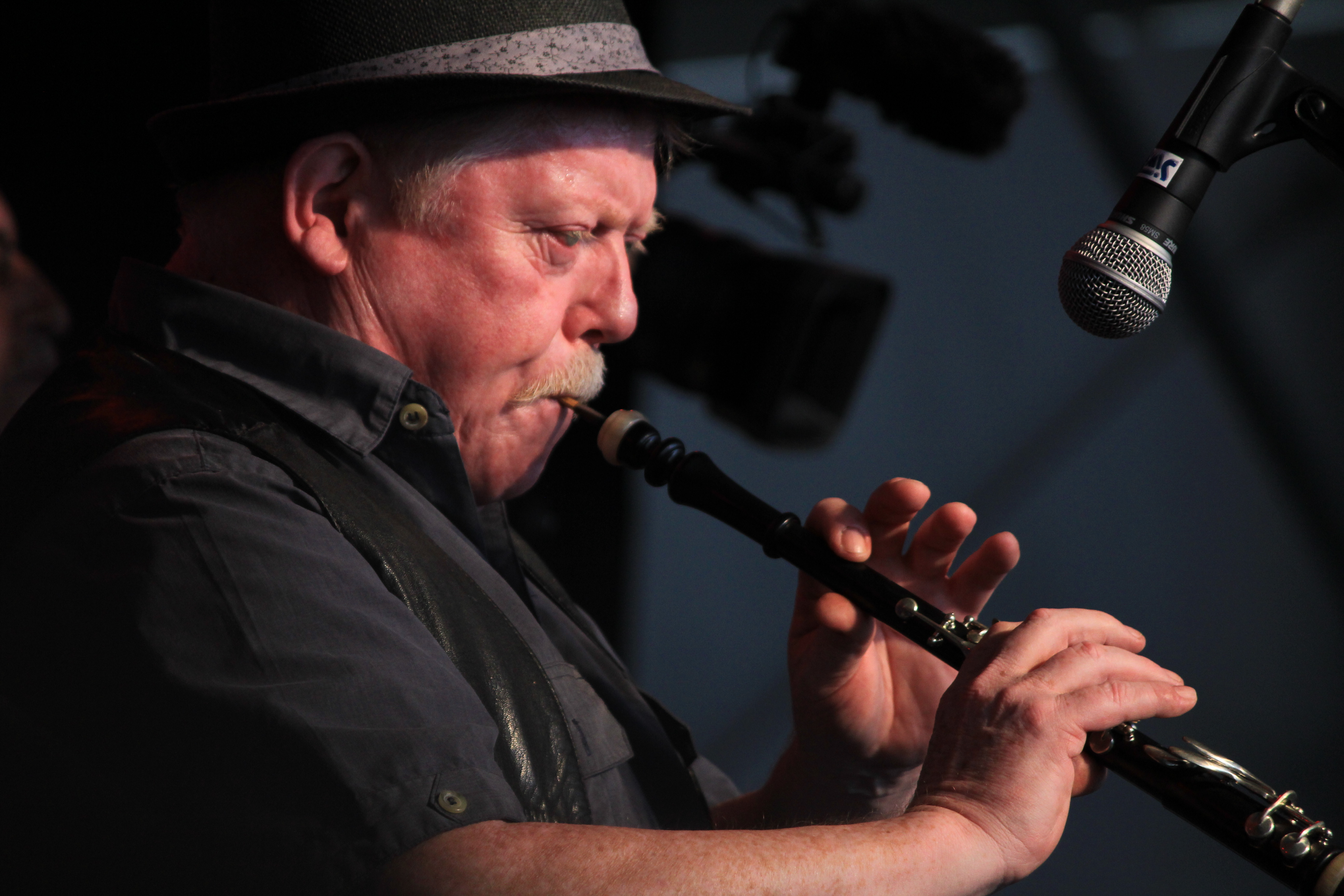
Youenn Le Bihan avec Skolvan au festival interceltique de Lorient 2014.

À partir de 1981 il est professeur au « Conservatoire Régional de Musique et Danses Traditionnelles de Bretagne » à Ploemeur (qui deviendra Amzer Nevez). De 1985 à 1988 il enseigne à l’École Nationale de Musique de Lorient. En 1984, avec deux autres professeurs du Conservatoire, l'accordéoniste Yann-Fañch Perroches et le violoniste Patrice Quéré, il fonde le groupe Skolvan. Gilles Le Bigot apporte sa maîtrise de la « guitare celtique ». Le piston représente la particularité du son du groupe, dans une volonté d'intégrer la tradition à la culture contemporaine, en se rapprochant de courants musicaux comme le jazz.
Il est invité sur les enregistrements d'albums du groupe Barzaz, qui met en avant le chant breton avec Yann-Fañch Kemener, en 1989 et en 1992.
En 2005 il s'associe à l'entreprise de lutherie de flûtes traversières en bois créée par Stéphane Morvan. Son expérience de luthier est au service du façonnage des anches - ce fin tube de roseau qui prolonge le musicien et transmet son souffle à l'instrument. Via ce travail sur les anches, il apporte des variations de sonorités suivant les envies.

## Discographie
- 1977 : Etreamb ni bambocherion (BAS) avec Gaby Kerdoncuff
- 1995 : Er Bolom Koh (Gwerz Pladenn) avec Patrick Molard

### Skolvan
- 1987 : Dañs (Adipho)
- 1989 : Musique à danser (Adipho)
- 1991 : Kerzh Ba'n' Dañs (Keltia Musique)
- 1994 : Swing & Tears (Keltia Musique)
- 1996 : Fest Noz Live (Keltia Musique)
- 2000 : Cheñchet n'eus an amzer - Les temps changent (Keltia Musique) Grand prix du disque Produit en Bretagne, Bravo! Trad Mag
- 2004 : Live in Italia (2CD, Keltia Musique)
- 2010 : C'Hoari Pevar  (Keltia Musique)

### Gwerz
- 1985 : Musique bretonne de toujours... (Dastum, réédition 1999 Ethnéa/Musea)
- 1987 : Au-delà... (Escalibur/Coop Breizh) Grand Prix de l’Académie Charles-Cros
- 1993 : Live (Gwerz Pladenn/Coop Breizh)

### Barzaz
- 1989 : Ec'honder (Escalibur / Coop Breizh)
- 1992 : An den kozh dall (Keltia Musique)

### Participations
- 2012 : Sylvain Barou - Sylvain Barou (Aremorica records)